# Ateloglossa ochreicornis
Ateloglossa ochreicornis är en tvåvingeart som först beskrevs av Townsend 1916.  Ateloglossa ochreicornis ingår i släktet Ateloglossa och familjen parasitflugor. Inga underarter finns listade.